# Personero del Común
El Personero del Común es el órgano que tiene las funciones del Defensor del Pueblo en la Comunidad Autónoma de Extremadura, España. Se contempla su creación en el artículo 48 del Estatuto de Autonomía de Extremadura, tras la reforma aprobada en la Ley Orgánica 1/2011, de 28 de enero, de reforma del Estatuto de Autonomía de la Comunidad Autónoma de Extremadura. Por delante queda la regulación de su régimen jurídico por parte de la Asamblea de Extremadura, cuya cámara tiene la potestad de elegir al Personero del Común, que será designado por las tres quintas partes de los miembros del parlamento autonómico extremeño. La sede de este órgano de Defensor del Pueblo en Extremadura quedó fijada en la ciudad de Plasencia.

Artículo 48. Personero del Común.

Por ley de la Asamblea que regulará su régimen jurídico, se creará con sede en la ciudad de Plasencia el Personero del Común como comisionado de la misma y con funciones, respecto de las instituciones autonómicas y locales, similares a las del Defensor del Pueblo previsto en la Constitución. El Personero del Común deberá ser elegido por tres quintas partes de los miembros de la Asamblea de Extremadura.

Las funciones del Personero del Común se basan en las del Defensor del Pueblo, previsto en el artículo 54 de la Constitución española, respecto a las instituciones regionales y locales de la Comunidad Autónoma de Extremadura. Si bien la denominación de Personero del Común fue tomada en la reforma del Estatuto de Autonomía de 2011, ya figuraba su creación, sin un nombre concreto, en el artículo 52 de la reforma anterior, aprobada en 1999.

Artículo 52.

Una ley de la Asamblea creará y regulará el régimen jurídico y funcionamiento de un órgano similar al Defensor del Pueblo previsto en el artículo 54 de la Constitución, cuyo titular deberá ser elegido por las tres quintas partes de los miembros de la Asamblea de Extremadura.

## Sede
Aunque no se haya regulado ni creado expresamente la figura del Personero del Común, el Estatuto de Autonomía fija su sede en la ciudad de Plasencia. Por el momento, el Ayuntamiento ha ofrecido acoger este órgano en el histórico edificio de la Casa del Deán, lugar que han venido ocupado los juzgados de la localidad.

## Antecedentes históricos del Personero del Común
La Comisión No Permanente de Reforma del Estatuto de Autonomía, designada por la Asamblea de Extremadura, eligió una antigua denominación como la del Personero del Común para la figura autonómica del Defensor del Pueblo, ya que en la Corona de Castilla supuso una especie de precursor de este órgano contemporáneo.
La denominación de Personero proviene del romance como forma de designar a la persona que actúa por y en nombre de otra. A partir del siglo XV será la palabra Procurador la que tome esa acepción.
Ya en el Fuero Juzgo de la Castilla medieval aparece reflejada la figura del Personero, que estaba llamado a asistir obligatoriamente a los pleitos donde se vieran implicados príncipes y obispos, mientras que en el resto de casos su presencia era voluntaria. También el Código de las Siete Partidas de Alfonso X establece los poderes del Personero como un delegado para representar a sus electores (hombres buenos pecheros) en juicios o instancias de gobierno. Debía portar una Carta de personería para la que necesitaba cumplir unos determinados requisitos. Su acción derivaba en defender el bien común del concejo, referente a fueros y privilegios, creados especialmente para favorecer la repoblación del territorio.
A partir del siglo XIV, cuando la Corona promueve la creación de un concejo cerrado, con un regimiento o cabildo más restrictivo y con un corregidor como representante regio, se hizo necesaria la presencia del Personero como representante del pueblo, que intentase evitar las injerencias de la oligarquía local sobre las ordenanzas o usos y costumbres tradicionales, lo que puede ser un antecedente de la figura contemporánea de Defensor del Pueblo. Este oficio electivo, de carácter anual y con función de voz del pueblo, creó recelos, que llevaron incluso a Felipe II a suprimir el oficio en 1551. El Personero se mantuvo con altibajos hasta el siglo XVIII, como una antigua magistratura que hacía las veces de jurados en las ciudades o que venía a suplir la carencia de concejo abierto en las villas pequeñas. En muchos lugares, el denominado Síndico Personero del Común o Procurador Síndico General estuvo enajenado. Las labores propias de defensa de los privilegios de los concejos ante organismos superiores fueron siendo asumidas entonces por alguno de los regidores de las villas.
Con la llegada al trono de Carlos III se promovió una política que reforzase a la Corona, creando organismos que controlasen las haciendas locales. Pero el desencadenante producido por el Motín de Esquilache hizo que se acelerasen los cambios, promoviendo a figuras como los Personeros como elementos de apertura en el inmovilista escenario de la oligarquía local. Será en el Auto Acordado de 5 de mayo de 1767 y el Real Decreto de 26 de junio por el que se establece una recuperación para la figura del Personero del Común, persona elegida entre los vecinos ejemplares con carácter anual y sin remuneración alguna. Su papel será el de representante del pueblo en las reuniones consistoriales, presentando quejas al Concejo como la voz del pueblo. Pero se generarán muchas controversias y progresivamente aparecerá como oficio el síndico procurador y la figura del personero sufrirá vaivenes en cada lugar.
Tras la Guerra de la Independencia y a partir del reinado de Fernando VII la figura del personero se irá manteniendo con distinta suerte en algunas poblaciones, variando en parte su denominación o sus funciones, existiendo todavía referencias a finales de la II República.